# Aleksej Matjoenin
Aleksej Valerjevitsj Matjoenin (Russisch: Алексей Валерьевич Матюнин) (Moskou, 16 maart 1982) is een Russisch voormalig voetbalscheidsrechter. Hij was in dienst van FIFA en UEFA tussen 2017 en 2021. Ook leidde hij van 2013 tot 2022 wedstrijden in de Premjer-Liga.
Op 14 april 2013 leidde Matjoenin zijn eerste wedstrijd in de Russische nationale competitie. Tijdens het duel tussen Roebin Kazan en FK Rostov (1–1) trok de leidsman tweemaal de gele kaart. In Europees verband debuteerde hij op 29 juni 2017 tijdens een wedstrijd tussen Mladost Lučani en Inter Bakoe in de eerste voorronde van de UEFA Europa League; het eindigde in 1–1 en Matjoenin trok zesmaal een gele kaart. Zijn eerste interland floot hij op 24 maart 2021, toen Wit-Rusland met 1–1 gelijkspeelde tegen Honduras door doelpunten van Pavel Savitski en Alex López. Tijdens deze wedstrijd toonde Matjoenin vier gele kaarten en de Wit-Rus Denis Laptev werd met een directe rode kaart van het veld gestuurd.

## Interlands
| Datum         | Plaats                | Wedstrijd              | Uitslag | Competitie        | Kreeg geel | Kreeg voor de tweede keer geel en dus rood | Weggestuurd |
| ------------- | --------------------- | ---------------------- | ------- | ----------------- | ---------- | ------------------------------------------ | ----------- |
| 24 maart 2021 | Zjodzina, Wit-Rusland | Wit-Rusland – Honduras | 1 – 1   | Vriendschappelijk | 4          | 0                                          | 1           |